# Havaika berlandi
Havaika berlandi is een spinnensoort uit de familie springspinnen (Salticidae). De soort komt voor in Hawaï.